# クタイ・カルタヌガラ橋
クタイ・カルタヌガラ橋（インドネシア語: Jembatan Kutai Kartanegara）は、インドネシア・東カリマンタン州サマリンダのマハカム川に架かっていた吊橋。別名マハカムII橋。全長710m、脚長270mを特徴とし、サンフランシスコのゴールデンゲートブリッジに似るように意図されて作られた。

## 概要
橋の建設は1995年に始まり、2001年に完成した。完成当時はインドネシアで最も長い吊橋だった。施工は国営建設業者のPT Hutama Karyaが担当し、経費は1500億ルピア（1640万USドル）だった。
現地時間2011年11月26日午後4時30分頃、メンテナンス中に 突然支持ケーブルが切断し、橋は2つの橋脚と何本かの支持ケーブルを残して50メートル下のマハカム川に落橋した。この事故で少なくとも20人が死亡し、40人が負傷した。この他19人が行方不明との報告がある。
2015年頃にアーチ橋に架け替えられた。 

## ギャラリー

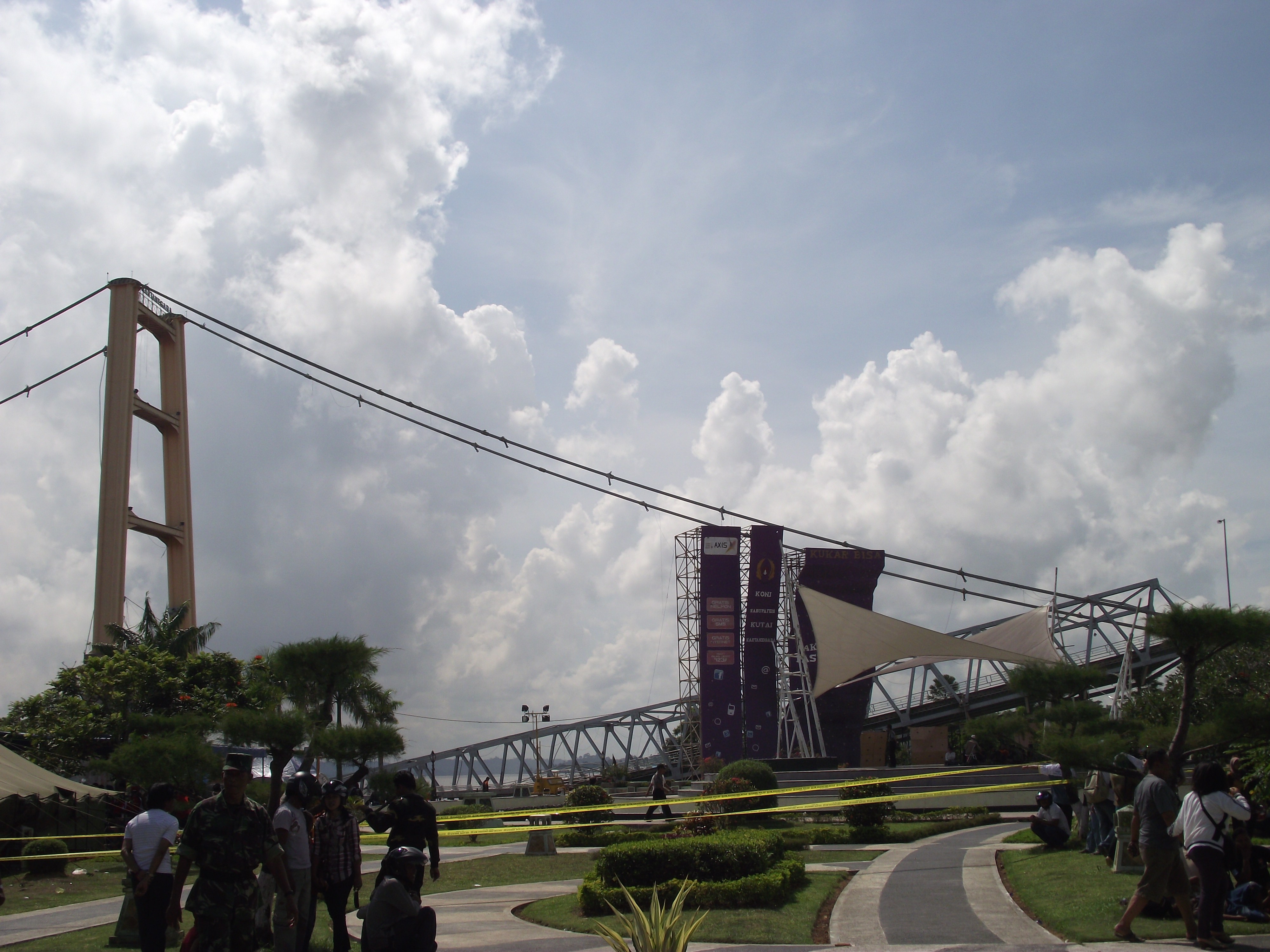
大通りからの光景
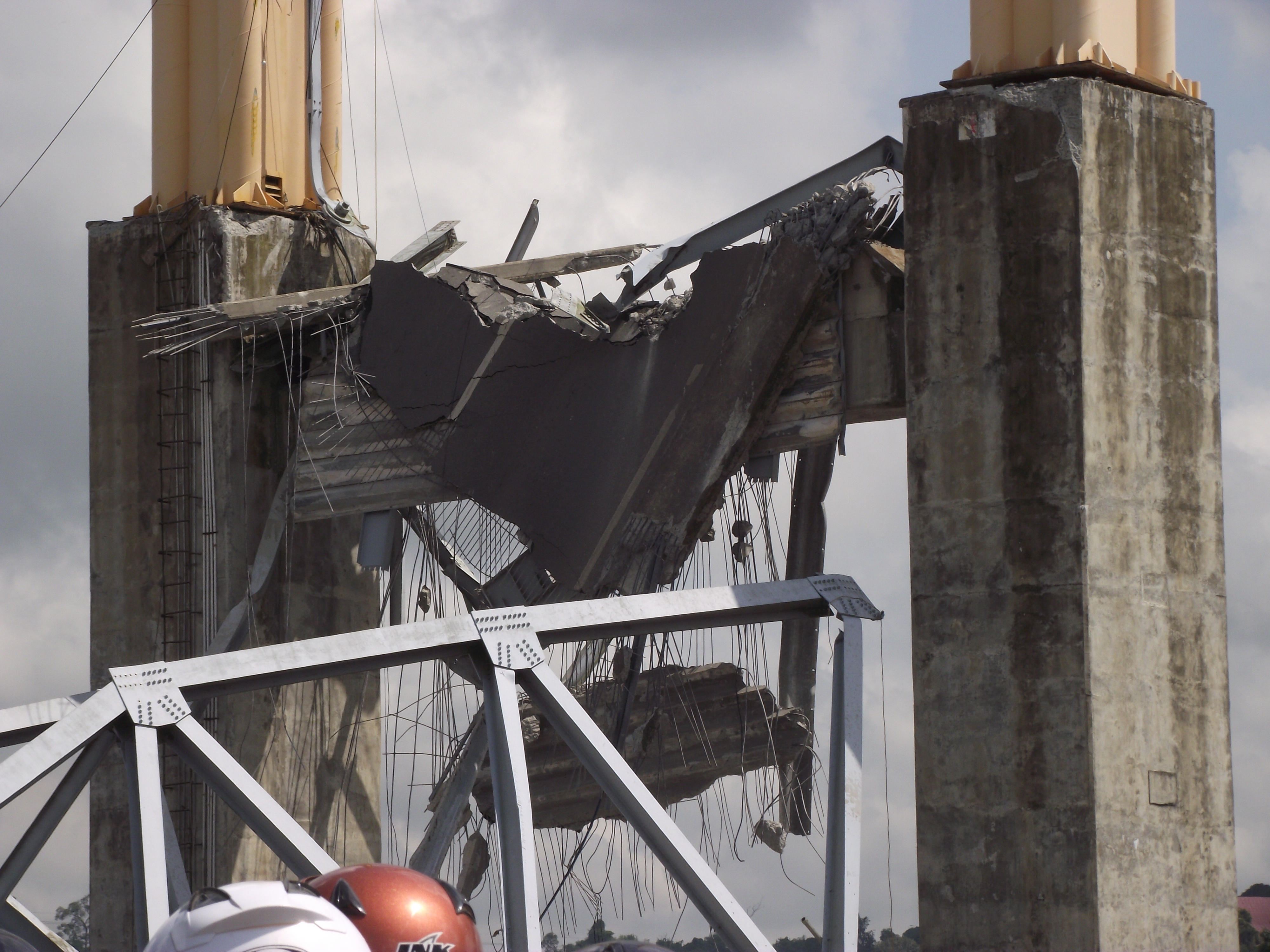
橋の残骸
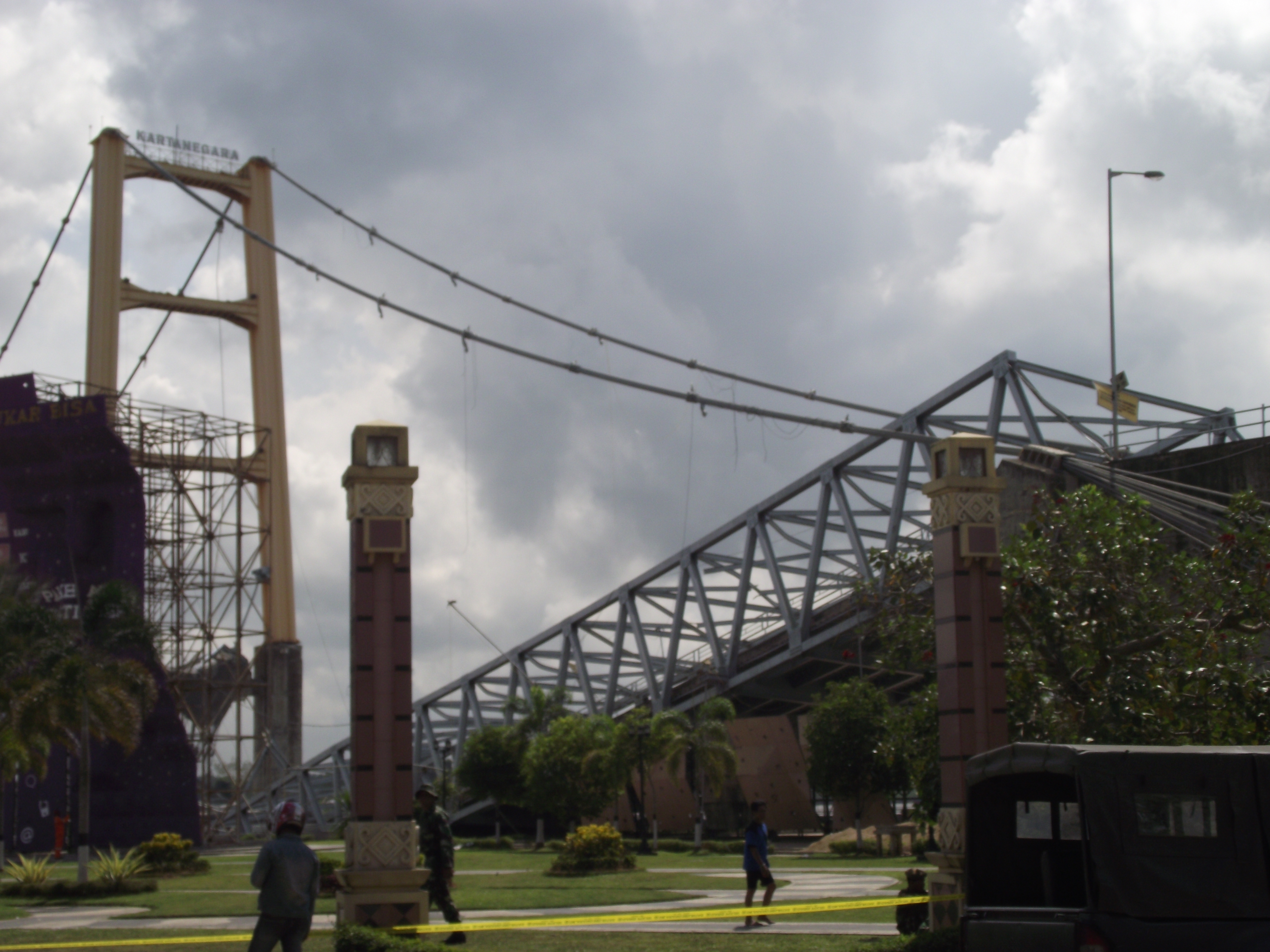
北からの光景
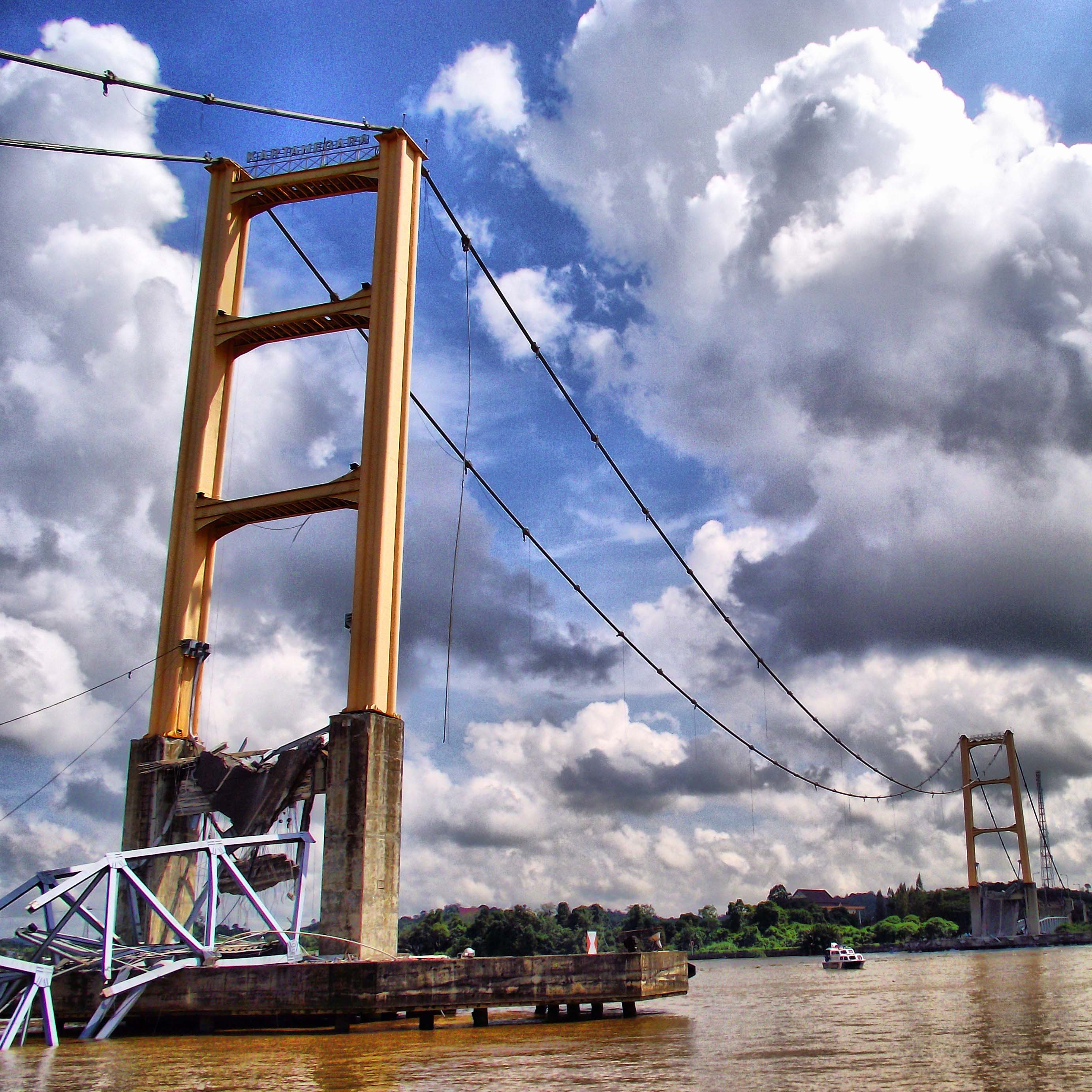
2本の橋脚
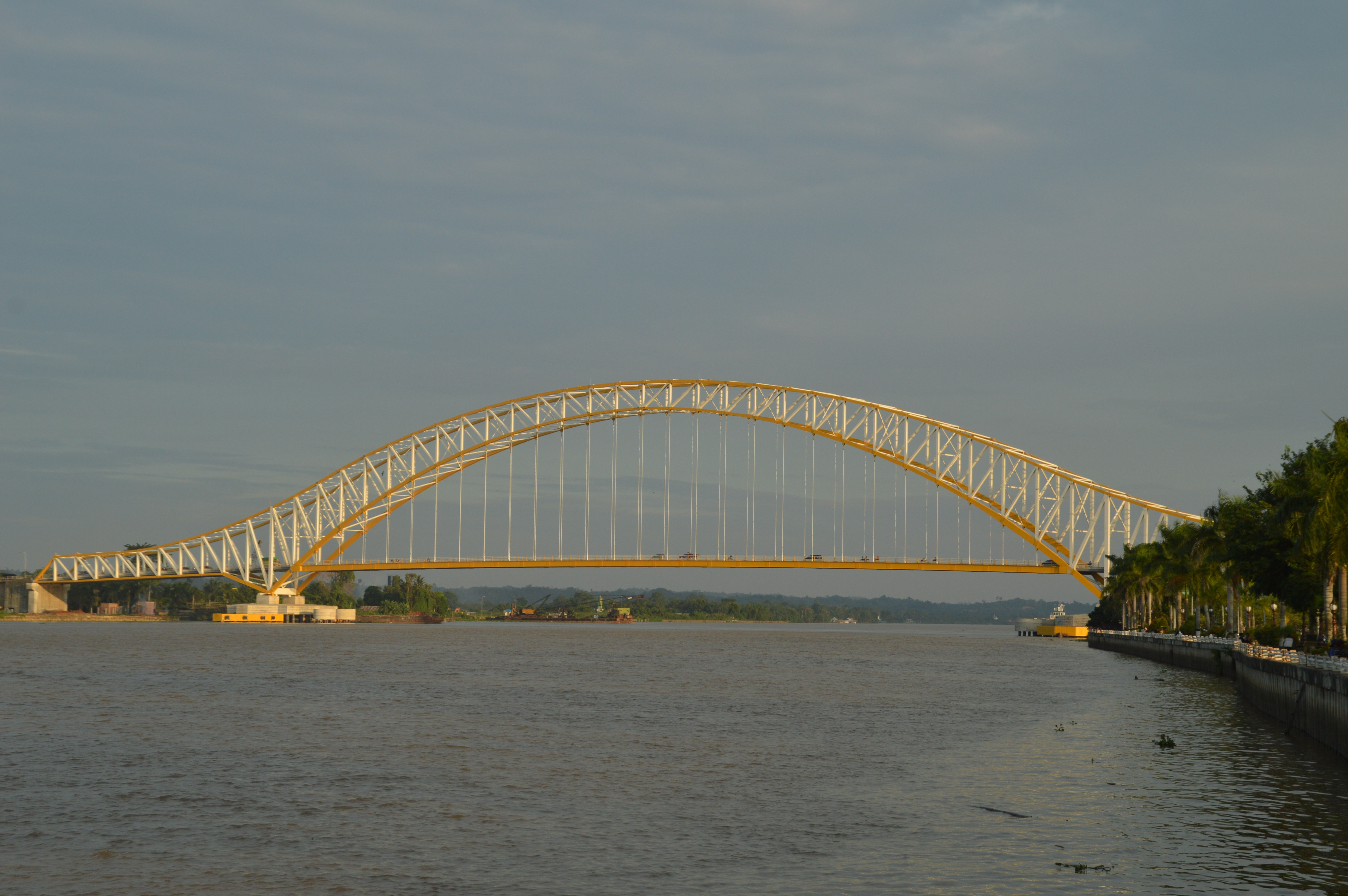
新橋（2016年）